# 서마케도니아주
서마케도니아주는 그리스의 13주 가운데 하나로 주도는 코자니이며 면적은 9,451km2, 인구는 283,689명(2011년 기준), 인구 밀도는 30명/km2이다. 서마케도니아주에는 플로리나현, 그레베나현, 카스토리아현, 코자니현이 있다.